# チェスター郡 (ペンシルベニア州)
チェスター郡（英: Chester County）は、アメリカ合衆国ペンシルベニア州の南東部に位置する郡。フィラデルフィアに近い。人口は53万4413人（2020年）。郡庁所在地はウェストチェスター・ボロ（人口1万8461人）であり、同郡で人口最大の町でもある。チェスター郡は、2010年の一世帯当たり収入の中央値で州内で最も裕福な郡であり、国内でも第24位である。
チェスター郡東部にはフィラデルフィア西郊外部のメインラインを構成する多くの町があり、また最南部はデラウェア郡南西部と共に、デラウェア州ウィルミントン郊外部と見なされている。1682年にウィリアム・ペンが設立した当初3郡の1つであり、郡名はイングランドのチェスター市から採られた。デラウェア・バレー地域に入っており、またフィラデルフィアと直接接していないことでは唯一の郊外郡である。

## 歴史
1682年8月24日、ペンシルベニア植民地にウィリアム・ペンが設立した当初3郡は、フィラデルフィア郡、バックス郡とチェスター郡だった。当時のチェスター郡領域は、北でフィラデルフィア郡に、西はまだ定義が難しかった植民地西側境界に（サスケハナ川が相当）、東はデラウェア川に、南はメリーランド植民地とデラウェア植民地に接していた。チェスター郡はニューネーデルラントとニューヨーク植民地の「アップランド」と呼ばれた地域のペンシルベニア側部分を置き換えたものであり、1681年3月4日の勅許で公式にペンシルベニア領土とされたが、同年6月までは以前のアップランドのままだった。郡東部にウェールズ・トラクトの多くが入っており、初期開拓者がつけたウェールズに因む地名が現在も多く残っている。
1729年5月10日、ペンシルベニア4番目の郡として、チェスター郡領域からランカスター郡が設立された。1752年3月11日、チェスター郡北部とランカスター郡およびフィラデルフィア郡の一部を合わせてバークス郡が作られた。
チェスター郡の当初の郡庁所在地は造船業の中心地であり、郡東端にあったチェスター市だった。郡西部の人口が増加したことに対処するため、1788年により郡の中心に近い場所に郡庁所在地が移された。郡東部の住人を宥めるために当時タークスヘッドと呼ばれていた村をウェストチェスターと改名した。しかしその甲斐もなく1789年9月26日は郡東部が分離してデラウェア郡となり、チェスター市もその中に入った。ウェストチェスターは現在まで郡庁所在地であり続けている。
チェスター郡の歴史の多くは、フィラデルフィア市とサスケハナ川の間にあることから影響されてきた。「西部」（ランカスター郡）への最初の道路は郡中心部を通った。これに幾らか調整が加えられてリンカーン・ハイウェイとなり、後に アメリカ国道30号線となった。この道路は通過する町の大半でランカスター・アベニューと呼ばれている。最初の鉄道（後のペンシルバニア鉄道）がほぼ同じルートを辿り、レディング鉄道はスクーカル川を上ってレディングに至った。産業は鉄道沿線に集中するようになった。交通が容易になったことで、労働者は都市で就職して通勤するようになり、郊外部の発達に繋がった。今日でも開発が進んだ地域は交通幹線に沿って伸びる「指」の形になっている。
アメリカ独立戦争のとき、ブランディワインの戦いが郡南東端で起きた。バレーフォージの宿営地は郡北東端にあった。

## 地理
アメリカ合衆国国勢調査局に拠れば、郡域全面積は762平方マイル (1,973.6 km2)であり、このうち陸地758平方マイル (1,963.2 km2)、水域は4平方マイル (10.4 km2)で水域率は0.51%である。郡の地形はうねりのある丘とバレーであり、ピードモント台地と呼ばれる地域に属している。
郡内の河川はオクトラロ・クリーク、ブランディワイン・クリーク、チェスター・クリークおよびスクーカル川である。土壌の多くは肥沃で豊富なローム層であり、深さは24インチ (610 m) ある。温暖な気候でもあり、長く農業地帯として繁栄してきた。フィラデルフィア市に近いことで、郊外化による開発の大きな波を被ってきた。開発地は増えたが、それでも農業は郡経済の主要な要素である。馬を育てる農園の数が増え続けている。郡南部ではマッシュルームが特産品である。
郡内最高地点は郡北西部ハニーブルック・タウンシップにあるウェルシュ山であり、標高は1,020フィート (311 m) である。他にも、ウォリック・タウンシップのトマスヒル（960フィート、293m）、ウェストケイン・タウンシップのバーレンヒル (960フィート、293m) がある。最低地点はモンゴメリー郡境、スクーカル川沿いの標高66フィート (20 m) である。

### 主要高規格道路
- 州間高速道路76号線（ペンシルベニア・ターンパイク）
- アメリカ国道1号線
- アメリカ国道30号線
- アメリカ国道202号線
- アメリカ国道322号線
- アメリカ国道422号線
- ペンシルベニア州道100号線

### 隣接する郡
- バークス郡 - 北
- モンゴメリー郡 - 北東
- デラウェア郡 - 東
- ニューキャッスル郡 (デラウェア州) - 南東
- セシル郡 (メリーランド州) - 南
- ランカスター郡 - 西

### 国立保護地域
- バレーフォージ国立歴史公園（部分）

### 州立公園
- フレンチ・クリーク州立公園
- マーシュ・クリーク州立公園
- ホワイトクレイ・クリーク保護地

## 人口動態
以下は2000年国勢調査による人口統計データである。
| 基礎データ - 人口: 433,501人 - 世帯数: 157,905 世帯 - 家族数: 113,375 家族 - 人口密度: 221人/km2（573人/mi2） - 住居数: 163,773 軒 - 住居密度: 84軒/km2（217軒/mi2） 人種別人口構成（ ）内は2010年データ - 白人: 89.21% (82.1%) - アフリカン・アメリカン: 6.24% (6.1%) - ネイティブ・アメリカン: 0.15% (0.2%) - アジア人: 1.95% (3.9%) - 太平洋諸島系: 0.03% (0.0%) - その他の人種: 1.35% (2.4%) - 混血: 1.06% (1.8%) - ヒスパニック・ラテン系: 3.72% (6.5%) 先祖による構成 - アイルランド系：18.0% - ドイツ系：17.3% - イタリア系：13.1% - イギリス系：10.1% - アメリカ人：5.6% 言語による構成 - 英語：91.4% - スペイン語：3.7% 年齢別人口構成 - 18歳未満: 26.2% - 18-24歳: 7.9% - 25-44歳: 30.4% - 45-64歳: 23.8% - 65歳以上: 11.7% - 年齢の中央値: 37歳 - 性比（女性100人あたり男性の人口） - 総人口: 96.4 - 18歳以上: 93.1 | 世帯と家族（対世帯数） - 18歳未満の子供がいる: 35.1% - 結婚・同居している夫婦: 60.5% - 未婚・離婚・死別女性が世帯主: 8.1% - 非家族世帯: 28.2% - 単身世帯: 22.6% - 65歳以上の老人1人暮らし: 7.6% - 平均構成人数 - 世帯: 2.65人 - 家族: 3.15人 収入と家計 - 収入の中央値 - 世帯: 65,295米ドル（2007年推計では80,818ドル） - 家族: 76,916米ドル（2007年推計では97,894ドル） - 性別 - 男性: 51,223米ドル - 女性: 34,854米ドル - 人口1人あたり収入: 31,627米ドル - 貧困線以下 - 対人口: 5.2% - 対家族数: 3.1% - 18歳未満: 5.1% - 65歳以上: 5.5% |

チェスター郡の地域は元々レニ・レナペ族インディアンが住んでおり、17世紀のヨーロッパ人開拓者を友好と親切で迎えた。イギリス人開拓者の大半はイングランド人、スコットランド・アイルランド人、ウェールズ人だった。時が経過するにつれて、ドイツ人、アフリカ人、東欧人、イタリア人、プエルトリコ人、さらに最近ではメキシコ人が大量に入ってきた。
デラウェア・バレーの中では人口増加率が高い郡であり、アメリカ合衆国北東部でも高い方である。

## 政治
2010年11月時点でチェスター郡には337,793 人の登録有権者がいた。
- 共和党: 150,692 (44.61%)
- 民主党: 128,308 (37.98%)
- 独立系政党: 24,260 (7.18%)
- その他の政党: 34,533 (10.22%)

チェスター郡は郡のレベルで昔から共和党が強いところであり、現在もそうである。しかし近年の国政レベルの選挙では民主党に傾く傾向にある。2000年アメリカ合衆国大統領選挙では民主党のアル・ゴアがほぼ10%差で敗れたが、2004年では共和党現職のジョージ・W・ブッシュが民主党候補のジョン・ケリーを破ったものの、その差は4.5%まで接近した。2006年のアメリカ合衆国上院議員選挙では、民主党のボブ・ケイシー・ジュニアが10%差をつけて、共和党現職のリック・サントラムを破った。2008年アメリカ合衆国大統領選挙では、ペンシルベニア州の他地域と同様民主党のバラク・オバマを支持し、9%以上の差を付けた。これは1964年以来となる民主党候補の勝利だった。しかし、この傾向は2009年に逆転し、共和党候補が郡役人全員を平均20%以上の差で独占した。また、2012年アメリカ合衆国大統領選挙には共和党のミット・ロムニーが約500票の差でオバマを制した。
近年の州議会選挙では民主党が議席を伸ばしてきた。2006年の上院第19区補欠選挙では民主党候補が当選した。同年11月の下院第156選挙区でも民主党候補がわずか28票差で当選し、下院の多数派を確保させた。州下院では1990年以来となる民主党議席になった。2008年にも民主党は2議席を確保した。しかし、2010年は共和党が逆襲し、チェスター郡から選出する議席を独占した。

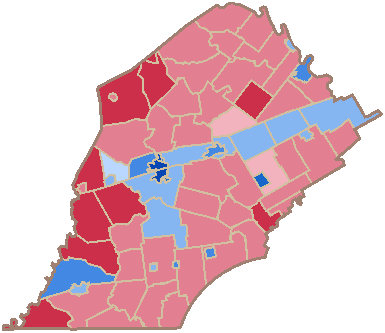
チェスター郡での2012年アメリカ合衆国大統領選挙結果
オバマ—80-90%
オバマ—70-80%
オバマ—60-70%
オバマ—50-60%
オバマ—<50%
ロムニー—<50%
ロムニー—50-60%
ロムニー—60-70%

| 年     | 共和党         | 民主党         | リバタリアン党 | アメリカ緑の党 | 無所属       | 改革党      | アメリカ独立党 | その他/書き込み |
| ------ | -------------- | -------------- | -------------- | -------------- | ------------ | ----------- | -------------- | --------------- |
| 2012年 | 49.43% 124,840 | 49.22% 124,311 | 0.82% 2,082    | 0.29% 740      |              |             |                | 0.24% 603       |
| 2008年 | 45.0% 124,840  | 54.2% 135,150  | 0.34% 870      |                | 0.48% 1,230  |             |                | 0.35% 898       |
| 2004年 | 52.0% 120,306  | 47.5% 109,708  | 0.27% 632      |                |              |             |                | 0.19% 447       |
| 2000年 | 53.4% 100,080  | 43.7% 82,047   | 0.38% 716      | 2.29% 4,302    |              |             |                | 0.28% 531       |
| 1996年 | 48.7% 77,029   | 41.0% 64,783   |                |                |              | 8.9% 14,067 |                | 1.6% 2,487      |
| 1992年 | 43.7% 74,002   | 35.2% 59,643   |                |                | 20.4% 34,536 |             |                | 0.6% 1,027      |
| 1988年 | 67.0% 93,522   | 32.1% 44,853   |                |                |              |             |                | 0.9% 1,210      |
| 1984年 | 70.1% 92,221   | 29.6% 38,870   |                |                |              |             |                | 0.3% 440        |
| 1980年 | 60.9% 73,046   | 28.6% 34,307   |                |                | 9.1% 10,911  |             |                | 1.4% 1,632      |
| 1976年 | 60.4% 67,686   | 38.1% 42,712   |                |                |              |             |                | 1.5% 1,628      |
| 1972年 | 68.4% 72,726   | 29.3% 31,118   |                |                |              |             |                | 2.3% 2,415      |
| 1968年 | 57.2% 56,073   | 33.3% 32,606   |                |                |              |             | 9.3% 9,142     | 0.2%% 230       |
| 1964年 | 45.5% 40,280   | 54.1% 47,940   |                |                |              |             |                | 0.4% 390        |
| 1960年 | 63.6% 53,059   | 36.2% 30,167   |                |                |              |             |                | 0.2% 147        |

### 郡政府
チェスター郡は3人の委員で構成される郡政委員会が統治しており、委員の任期は4年間である。選挙はアメリカ合衆国大統領選挙の前年の奇数年に行われる。委員会は政策立案機関であり、郡全体に関わるサービスや機能を果たしている。郡の財務と管理機能を管理する責任がある。
チェスター郡はアメリカ合衆国下院議員ペンシルベニア州第6、第7および第16選挙区に属し、2013年時点ではいずれも共和党議員を選出している。ペンシルベニア州議会上院では第9、第19、第26、第36、第44および第48選挙区に属しており、下院では第13、第26、第155、第156、第157、第158、第160、第167および第168選挙区に属している。2013年時点で上院は共和党が1人を除いて、下院も共和党が独占している。
|  |  |  |

## 都市と町

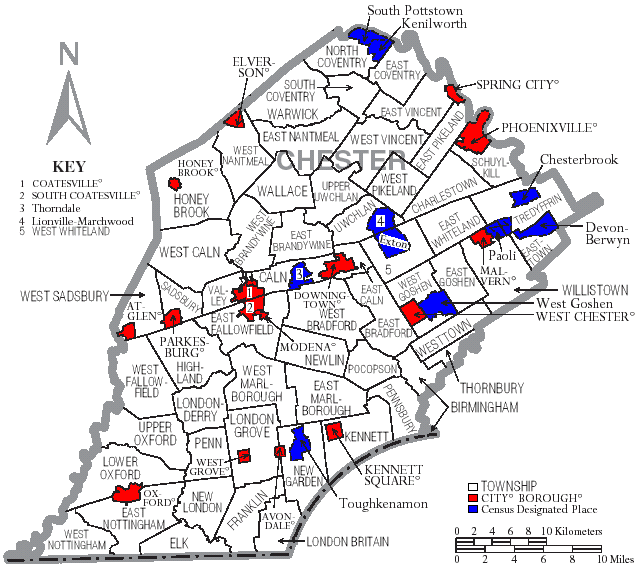
チェスター郡の自治体、ボロは赤、タウンシップは白、国勢調査指定地域は青

ペンシルベニア州法の下では4種類の自治体がある。市、ボロ、タウンシップ、町である。アメリカ合衆国郵便公社が使う町の名と境界はタウンシップと合っていないことが多く、市やボロの自治体と同じ名前になっている。郵便局が使う名前は住民が住んでいる所を表すために使われている。

### 都市
- コーツビル

### ボロ
| - アットグレン - エイボンデール - ダウニングタウン - エルバーソン - ハニーブルック - ケネットスクェア | - マルバーン - モデナ - オックスフォード - パークスバーグ - フェニックスビル - サウスコーツビル | - スプリングシティ - ウェストチェスター - 郡庁所在地 - ウェストグローブ |

### タウンシップ
| - バーミンガム - カーン - チャールズタウン - イースト・ブラッドフォード - イースト・ブランディワイン - イースト・カーン - イースト・コベントリー - イースト・ファローフィールド - イースト・ゴーシェン - イースト・マルボロ - イースト・ナントミール - イースト・ノッティンガム - イースト・パイクランド - イースト・ビンセント - イースト・ホワイトランド | - イースト・タウン - エルク - フランクリン - ハイランド - ハニーブルック - ケネット - ロンドンブリテン - ロンドングローブ - ロンドンデリー - ローワー・オックスフォード - ニューガーデン - ニューロンドン - ニューリン - ノース・コベントリー - ペン | - ペンズベリー - ポコプソン - サズベリー - スクーカル - サウス・コベントリー - ソーンベリー - トレディフリン - アッパー・オックスフォード - アッパー・ユークラン - ユークラン - バレー - ウォレス - ウォリック - ウェスト・ブラッドフォード - ウェスト・ブランディワイン | - ウェスト・カーン - ウェスト・ファローフィールド - ウェスト・ゴーシェン - ウェスト・マルボロ - ウェスト・ナントミール - ウェスト・ノッティンガム - ウェスト・パイクランド - ウェスト・サズベリー - ウェスト・ビンセント - ウェスト・ホワイトランド - ウェスト・タウン - ウィリス |

### 国勢調査指定地域
国勢調査指定地域はアメリカ合衆国国勢調査局が人口統計データを取るために設定した地域である。州法の下では実際の司法権が及ぶ範囲ではない。村などその他の未編入領域も下記に挙げる。
| - バーウィン - カーン - チェスターブルック - チェイニーユニバーシティ - コクランビル - デボン | - イーグルビュー - イクストン - ケニルワース - リンカーンユニバーシティ - ライアンビル - パオリ | - ポメロイ - サウスポッツタウン - ソーンデール - タフケナモン - ウェストウッド |

## 教育

### 高等教育機関
- ペンシルベニア大学チェイニー校（一部はデラウェア郡内）
- デラウェア郡コミュニティカレッジ（イクストン、ダウニングトン、フェニックスビル、ウェストグローブ）

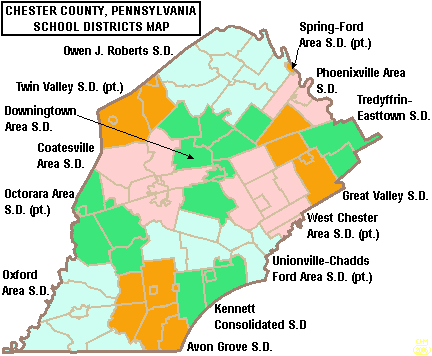
チェスター郡教育学区の区分図

- イマキュレイト大学
- リンカーン大学
- ペンシルベニア州立大学グレートバレー校
- バレーフォージ・クリスチャン・カレッジ
- ペンシルベニア大学ウェストチェスター校

### 公共教育学区
- エイボングローブ教育学区
- コーツビル地域教育学区
- ダウニングタウン地域教育学区
- グレートバレー教育学区
- ケネット統合教育学区
- オクトララ地域教育学区
- オーウェン・J・ロバーツ教育学区
- オックスフォード地域教育学区
- フェニックスビル地域教育学区
- スプリング・フォード地域教育学区
- トレディフリン・イーストタウン教育学区
- ツインバレー教育学区
- ユニオンビル・チャズフォード教育学区
- ウェストチェスター地域教育学区

### 公立チャータースクール
- アチーブメント・チャータースクール、9年生-12年生、イクストン
- エイボングローブ・チャータースクール、幼稚園生-12年生、ウェストグローブ
- チェスター郡ファミリーアカデミー・チャータースクール、幼稚園生-2年生、ウェストチェスター
- コレギウム・チャータースクール、幼稚園生-12年生、イクストン
- グレイストーン・アカデミー・チャータースクール、幼稚園生-8年生、コーツビル
- ペンシルベニア・リーダーシップ・サイバーチャータースクール、幼稚園前-12年生、ウェストチェスター
- ルネッサンス・アカデミー・チャータースクール、幼稚園生-12年生、フェニックスビル
- サンコファ・アカデミー・チャータースクール、5年生-8年生、ウェストチェスター
- 21世紀サイバーチャータースクール、6年生-12年生、ダウニングタウン

州内には11の公営サイバーチャータースクールと144の建造物チャータースクールがあり、幼稚園生から12年生までの児童生徒が無料で利用できる。

### 私立学校
- ビショップ・シャナハン高校（フィラデルフィア大教区）
- センター・フォー・アーツ・アンド・テクノロジー（チェスター郡中間ユニットが管理[15]）
- チャーチファーム学校（現在はスクール・アット・チャーチファームと呼ばれる）
- デラウェア・バレー・フレンズ学校[16]
- デボン準備学校
- ゴーシェン・フレンズ学校[17]、ウェストチェスター
- キンバートン・ウォルドーフ学校[18]、キンバートン
- ロンドングローブ・フレンズ幼稚園、ケネットスクェア
- マルバーン準備学校
- コンセプト・スクール[19]
- ユパッティナス・スクール・アンド・リソースセンター、グレンムーア
- ビラマリア・アカデミー、マルバーン
- ウェストファローフィールド・クリスチャン学校
- ウェストチェスター・フレンズ学校[20]
- ウェストタウン学校
- ウィンザー・クリスチャン・アカデミー[21]
- ウィンザー・クリスチャン準備学校[22]
- アップランド・カントリー・デイスクール[23]

### 図書館
チェスター郡図書館システムは1965年に設立された。イクストンの地区中央図書館と17のメンバー図書館で構成される連合システムである。

## 宗教
郡内には、バーミンガム、バーミンガム・オーソドックス、ブラッドフォード、カーン、オールドケネット、パーカーズビル、ユークランの各集会所など、クエーカーの歴史ある建造物が多い。その他の宗教関連建造物としては、州南東部で最古の活動しているカトリック伝道教会であるセントマラチ教会、聖公会のセントメアリーズ、セントポールズ、セントピーターズ各教会、ワシントン記念礼拝堂がある。また第一長老派教会ウェストチェスターやコンサーバティブのシナゴーグであるチェスター郡ベス・イスラエル・コングリゲーションもある。

## 著名な出身者
- ジェイムズ・スミス（1719年-1806年）、アメリカ独立宣言署名者
- フランクリン・マクヴェーグ（1837年-1934年）、銀行家、アメリカ合衆国財務長官
- ハーブ・ペノック（1894年-1948）、アメリカ野球殿堂入りした投手、ケネットスクェアのスカイアとも呼ばれる
- アンドリュー・ワイエス（1917年-2009年）、画家
- バム・マージェラ（1979年- ）、プロのスケートボーダー、テレビ、ラジオの司会者、スタント・パーソン
- M・ナイト・シャマラン（1970年- ）、映画製作者